# Rutki (Niemodlin)
Rutki (deutsch Rautke) ist ein Dorf in der Gmina Niemodlin, im Powiat Opolski, der Woiwodschaft Oppeln im Südwesten von Polen.

## Geographie

### Geographische Lage
Rutki liegt etwa elf Kilometer nordwestlich vom Gemeindesitz Niemodlin (Falkenberg) und etwa 37 Kilometer westlich von der Kreisstadt und Woiwodschaftshauptstadt Oppeln. Rutki liegt in der Nizina Śląska (Schlesische Tiefebene) innerhalb der Równina Niemodlińska (Falkenberger Ebene).
Östlich von Rutki befindet sich ein Basalt-Tagebau am Mullwitzberg (Molestowicka Góra).

### Nachbarorte
Nordwestlich von Rutki liegt Radoszowice (dt. Raschwitz), im Norden Gracze (Graase) und im Osten Molestowice (Mullwitz) und Góra (Guhrau). Im Südwesten liegen Rogi (Rogau) sowie Tarnica (Tarnitze).

## Geschichte
Das Dorf Rautke wurde 1534 erstmals als Ruthki erwähnt. 1543 wurde der Ort als Rutkhi erwähnt.
1706 wurde das Dorf Rautke für 12.000 Taler von Siegfried Erdmann vom Besitzer Johann Bujakowski von Knurow erworben. 1720 wurde in Rautke die erste Windmühle im Falkenberger Land erbaut. Nach dem Ersten Schlesischen Krieg 1742 fiel Rautke mit dem größten Teil Schlesiens an Preußen.
Im Jahr 1800 zählte Rautke 15 Gärtner- und 3 Häuslerstellen sowie 104 Einwohner. Nach der Neuorganisation der Provinz Schlesien gehörte die Landgemeinde Rautke ab 1816 zum Landkreis Falkenberg O.S. im Regierungsbezirk Oppeln. 1845 bestand das Dorf aus 26 Häusern und einem Vorwerk. Im gleichen Jahr lebten in Rautke 158 Menschen, davon 54 katholische. 1855 lebten 189 Menschen im Ort. 1865 zählte das Dorf sechzehn Gärtner- und eine Häuslerstelle. Eingeschult waren die Dorfbewohner nach Graase. 1874 wurde der Amtsbezirk Graase gegründet, welcher aus den Landgemeinden Graase, Groß Mangersdorf, Groß Sarne, Klein Mangersdorf, Raschwitz und Rautke und den Gutsbezirken Graase, Groß Sarne, Klein Mangersdorf, Raschwitz und Rautke bestand. Erster Amtsvorsteher war der Rittergutsbesitzer Graf Praschma. 1885 zählte Rautke 123 Einwohner.
1933 lebten in Rautke 162 Menschen. Im Jahr 1939 zählte das Dorf 157 Einwohner. Bis Kriegsende 1945 gehörte der Ort Rautke zum Landkreis Falkenberg O.S.
Am 8. Februar 1945 wurde das Dorf durch die Rote Armee eingenommen. Danach kam der bisher deutsche Ort Rautke unter polnische Verwaltung und wurde in Rutki umbenannt. Im Juni 1946 wurde die verbliebene deutsche Bevölkerung vertrieben. 1950 kam der Ort zur Woiwodschaft Oppeln. 1999 kam der Ort als Teil der Gmina Niemodlin zum wiedergegründeten Powiat Opolski.